# Kloštar Podravski
Kloštar Podravski es un municipio de Croacia en el condado de Koprivnica-Križevci.

## Geografía
Se encuentra a una altitud de 115 m s. n. m. a 129 km de la capital nacional, Zagreb.

## Demografía
En el censo 2011, el total de población del municipio fue de 3306 habitantes, distribuidos en las siguientes localidades:
- Budančevica -  527
- Kloštar Podravski -  1 532
- Kozarevac - 560
- Prugovac - 687

| Gráfica de población de Kloštar Podravski 1857-2011                 |
|                                                                     |
| Según los censos de población de la oficina estadística de Croacia. |